# Restless (película de 2011)
Restless es una película de Gus van Sant estrenada en 2011.

## Sinopsis
Enoch (Henry Hopper) es un joven atormentado que vive con su tía desde el trágico accidente de tráfico que costó la vida a sus padres. Su mejor amigo es el fantasma de un piloto japonés kamikaze que murió en la II Guerra Mundial y con él que gasta gran parte de su tiempo jugando a hundir la flota o tirando piedras a los trenes. Enoch se dedica a acudir a entierros de gente desconocida debido al sentimiento de frustración que le origina el hecho de no haber podido asistir al entierro de sus padres, ya que él estaba en coma. En uno de los funerales, conoce a la joven Annabel (Mia Wasikowska) quien dice trabajar en el departamento de tratamiento de cáncer; pero más tarde ésta admite que es paciente del hospital y que le quedan escasos tres meses de vida. Los jóvenes inician una relación amorosa a pesar de las dificultades que esto entraña.

## Elenco
- Henry Hopper como Enoch Brae.
- Mia Wasikowska como Annabel Cotton.
- Ryō Kase como Hiroshi Takahashi.
- Schuyler Fisk como Elizabeth Cotton.
- Jane Adams como Mabel Tell.
- Chin Han como Dr. Lee
- Lusia Strus como madre de Annabel Cotton.

- Datos: Q1782383